# Goruni, Constanța
Goruni este un sat în comuna Lipnița din județul Constanța, Dobrogea, România. La recensământul din 2002 avea o populație de 148 locuitori. În trecut s-a numit Velichioi (în turcă Veli-Köy).